# Bad Boys (låt av Zara Larsson)
Bad Boys är en låt av den svenska sångerskan Zara Larsson, utgiven på hennes debutalbum 1 2013. Låten nådde som bäst plats 27 på Sverigetopplistan och plats 33 på danska Tracklisten. Bad Boys certifierades med en guldskiva i Danmark av IFPI.

## Listplaceringar
| Lista (2013) | Topplacering |
| ------------ | ------------ |
| Danmark      | 33           |
| Sverige      | 27           |